# Ingrandes (Indre)
Pour les articles homonymes, voir Ingrandes.
Ingrandes est une commune française située dans le département de l'Indre, en région Centre-Val de Loire.

## Géographie

### Localisation
La commune est située dans le sud-ouest du département, à la limite avec le département de la Vienne. Elle est située dans la région naturelle du Blancois, au sein du parc naturel régional de la Brenne.
Les communes limitrophes sont : Concremiers (4 km), Mérigny (5 km), Béthines (6 km), Saint-Aigny (7 km) et Saint-Germain (8 km).
Les communes chefs-lieux et préfectorales sont : Le Blanc (9 km), Châteauroux (61 km), La Châtre (78 km) et Issoudun (87 km).

### Hameaux et lieux-dits
Les hameaux et lieux-dits de la commune sont : Beauregard, la Vallée et le Coudray.

### Géologie et hydrographie
La commune est classée en zone de sismicité 2, correspondant à une sismicité faible.
Le territoire communal est arrosé par les rivières Anglin et Salleron. Le confluent de ces deux cours d'eau est sur le territoire de la commune.

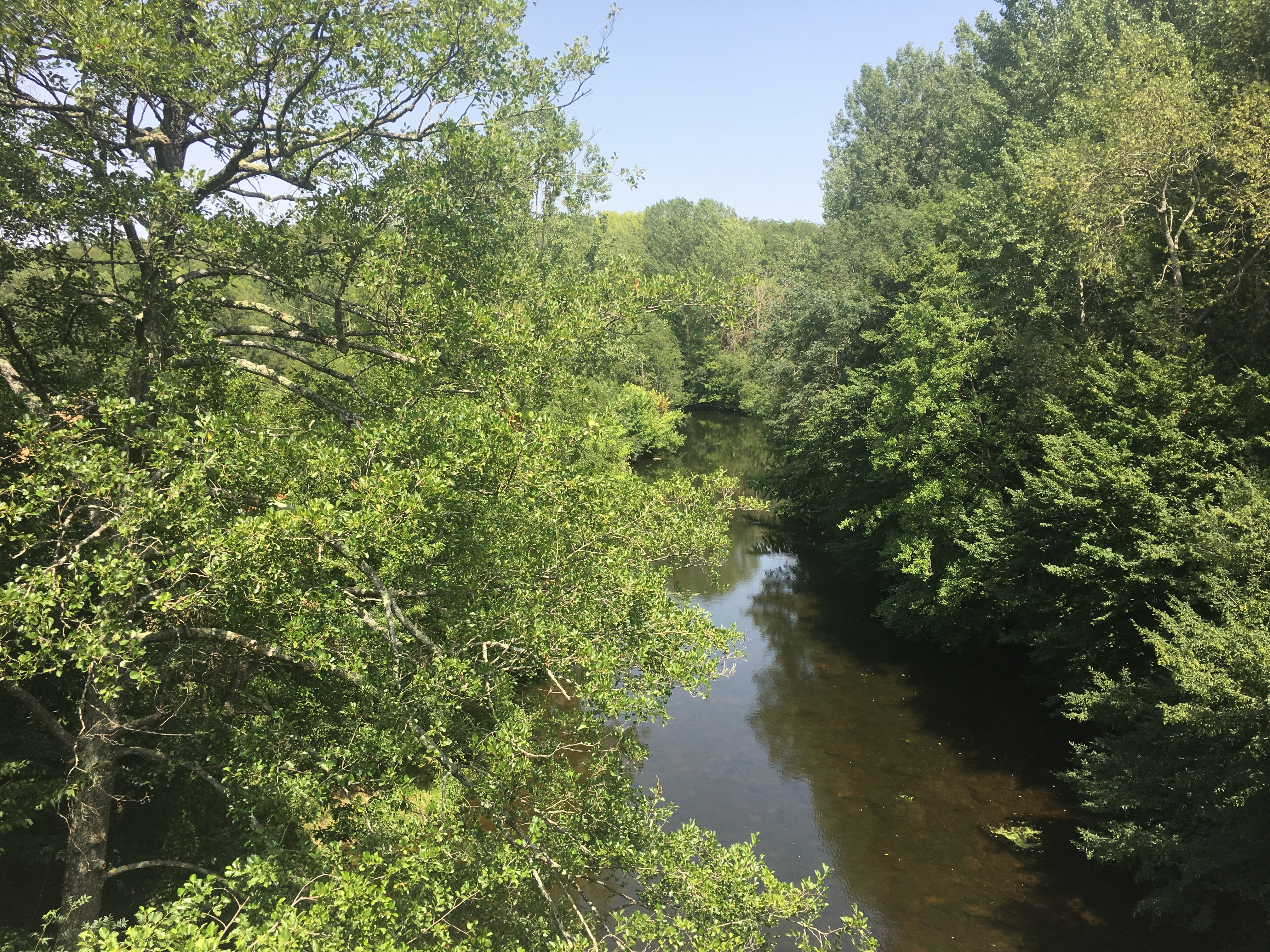
La rivière Anglin en 2019.
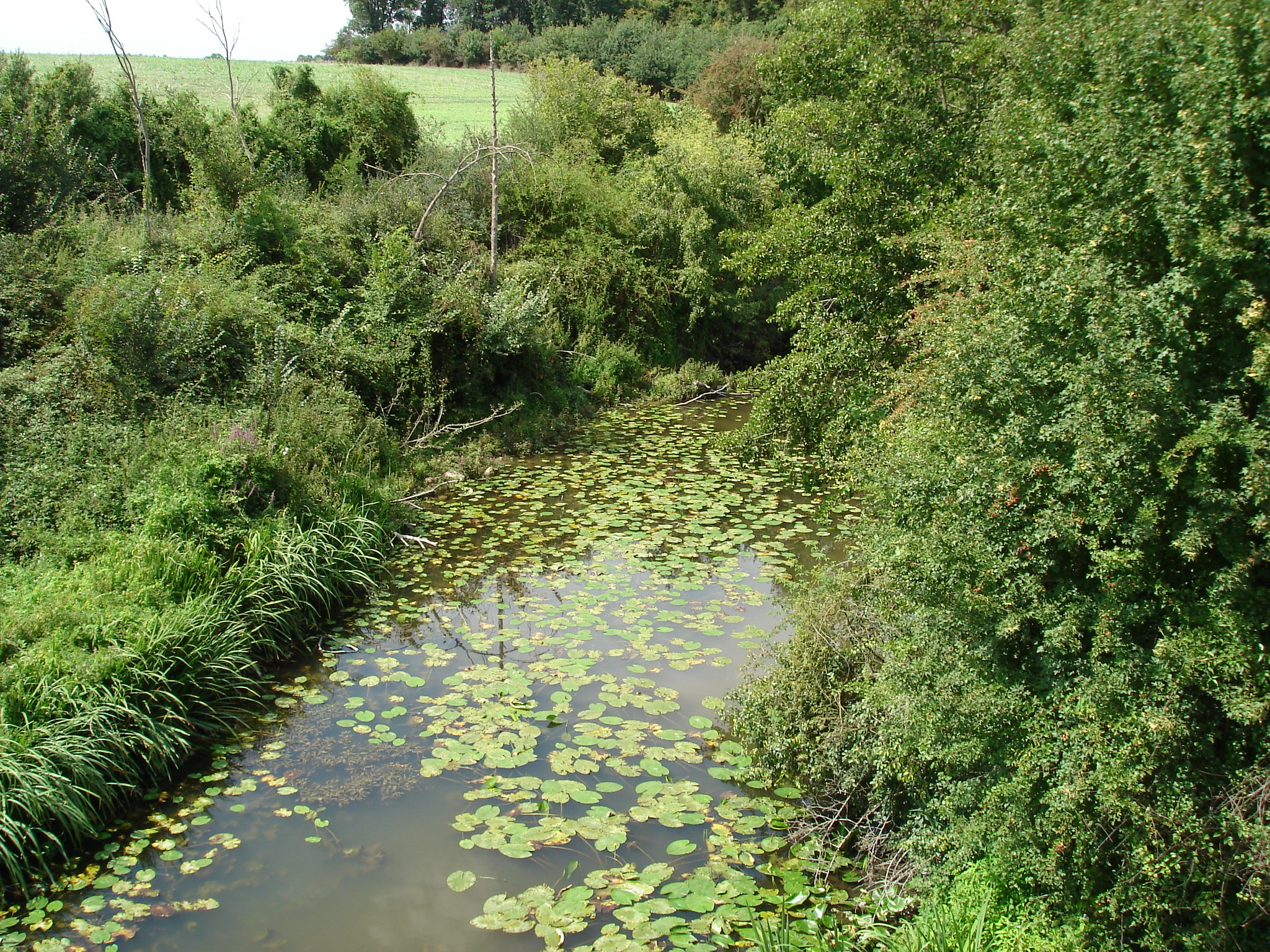
La rivière Salleron en 2011.

### Climat
Pour des articles plus généraux, voir Climat du Centre-Val de Loire et Climat de l'Indre.
En 2010, le climat de la commune est de type climat océanique altéré, selon une étude du CNRS s'appuyant sur une série de données couvrant la période 1971-2000. En 2020, Météo-France publie une typologie des climats de la France métropolitaine dans laquelle la commune est toujours exposée à un climat océanique altéré et est dans la région climatique Poitou-Charentes, caractérisée par un bon ensoleillement, particulièrement en été et des vents modérés.
Pour la période 1971-2000, la température annuelle moyenne est de 11,8 °C, avec une amplitude thermique annuelle de 15,2 °C. Le cumul annuel moyen de précipitations est de 744 mm, avec 11,4 jours de précipitations en janvier et 6,8 jours en juillet. Pour la période 1991-2020, la température moyenne annuelle observée sur la station météorologique de Météo-France la plus proche, sur la commune du Blanc à 9 km à vol d'oiseau, est de 12,9 °C et le cumul annuel moyen de précipitations est de 776,4 mm,. Pour l'avenir, les paramètres climatiques de la commune estimés pour 2050 selon différents scénarios d'émission de gaz à effet de serre sont consultables sur un site dédié publié par Météo-France en novembre 2022.

### Voies de communication et transports
Le territoire communal est desservi par les routes départementales : 50, 53, 108 et 951.
La ligne de Saint-Benoît au Blanc passait par le territoire communal, une gare (Ingrandes - Mérigny) desservait la commune. Les gares ferroviaires les plus proches sont les gares d'Argenton-sur-Creuse (47 km) et Châtellerault (47 km).

Le pont de l'ancienne ligne de Saint-Benoît au Blanc
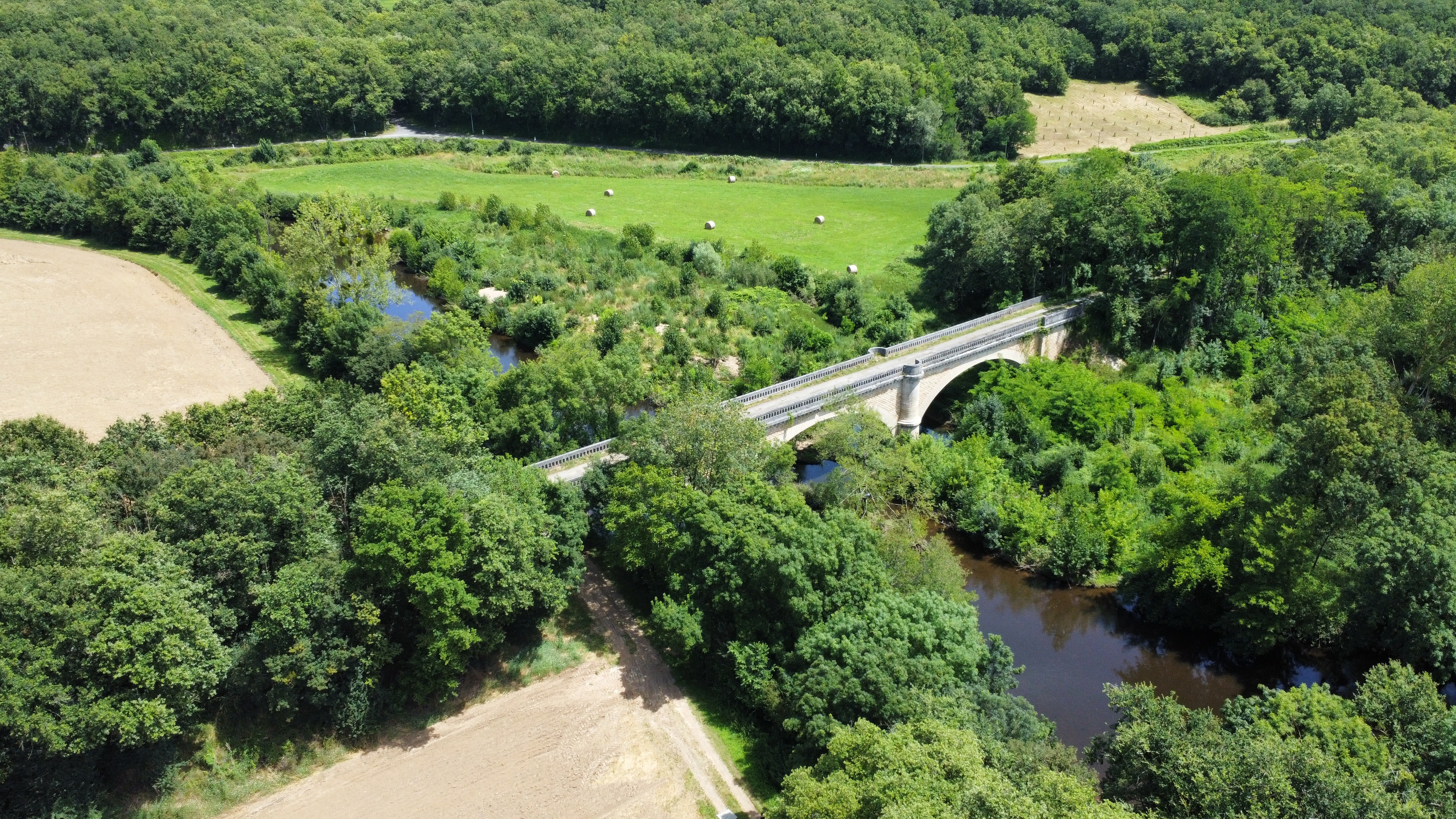
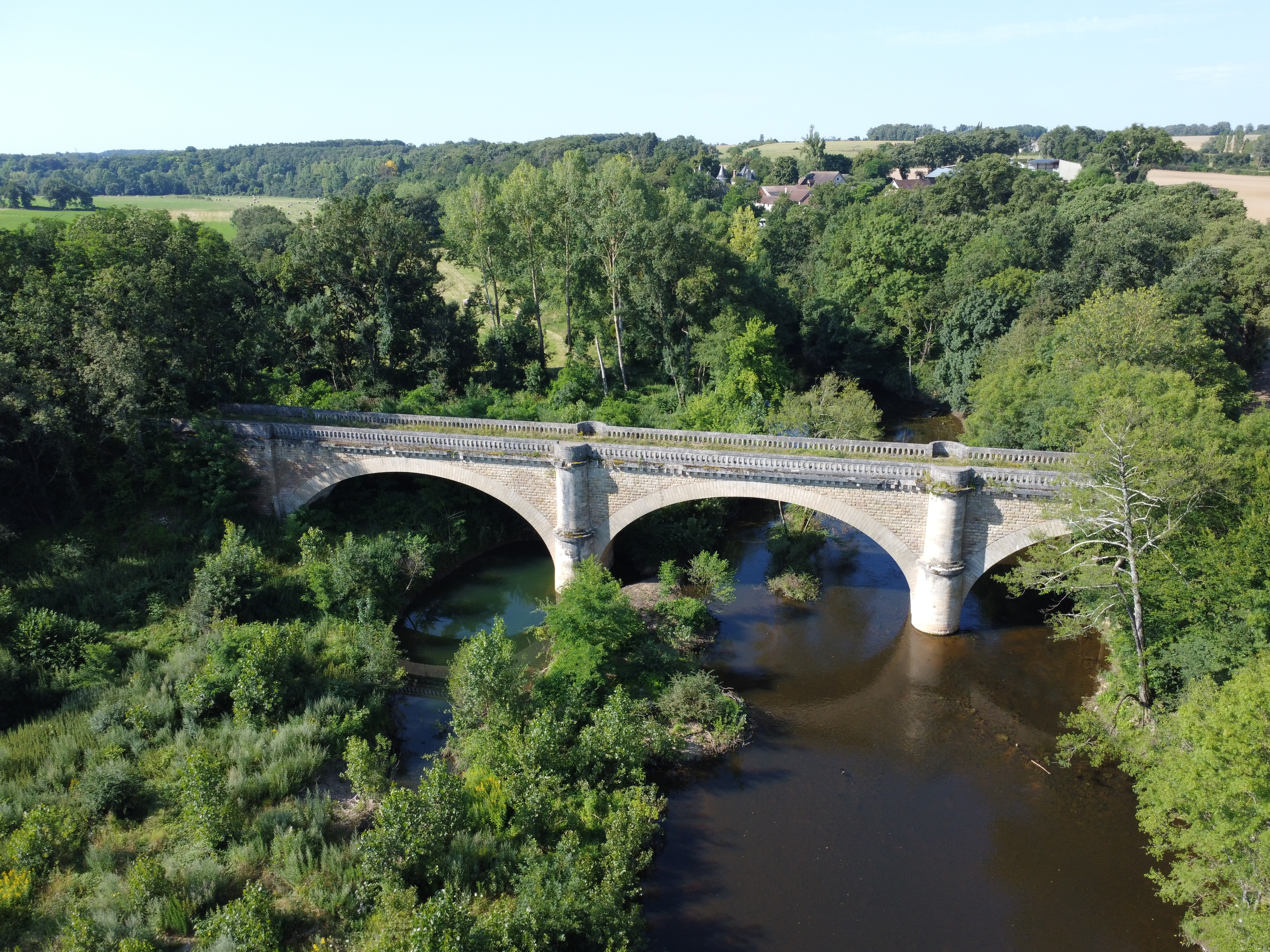
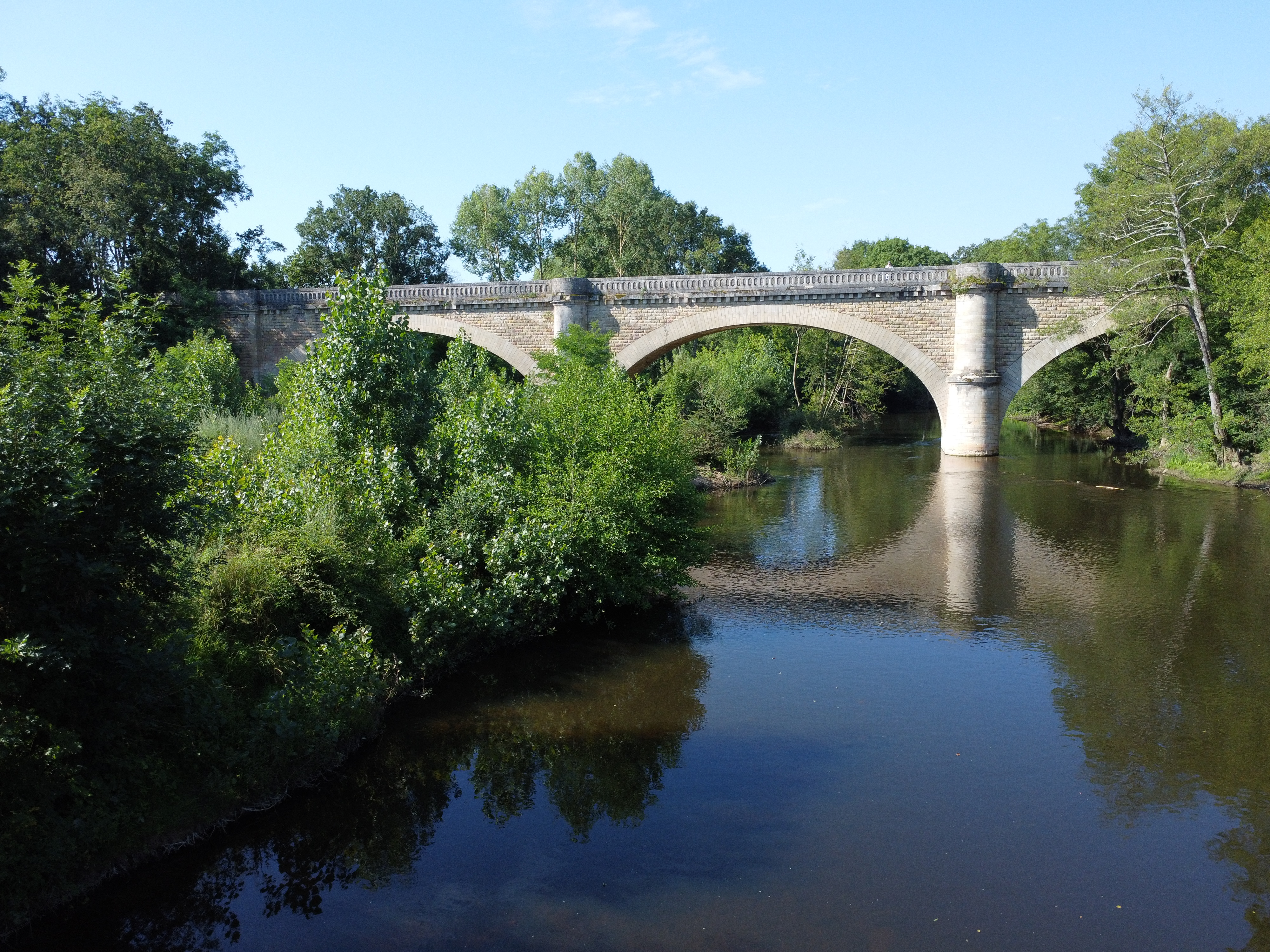

Ingrandes est desservie par les lignes N et O du Réseau de mobilité interurbaine.
L'aéroport le plus proche est l'aéroport de Châteauroux-Centre, à 48 km.
Le territoire communal est traversé par le sentier de grande randonnée de pays de la Brenne et par la voie verte des Vallées.

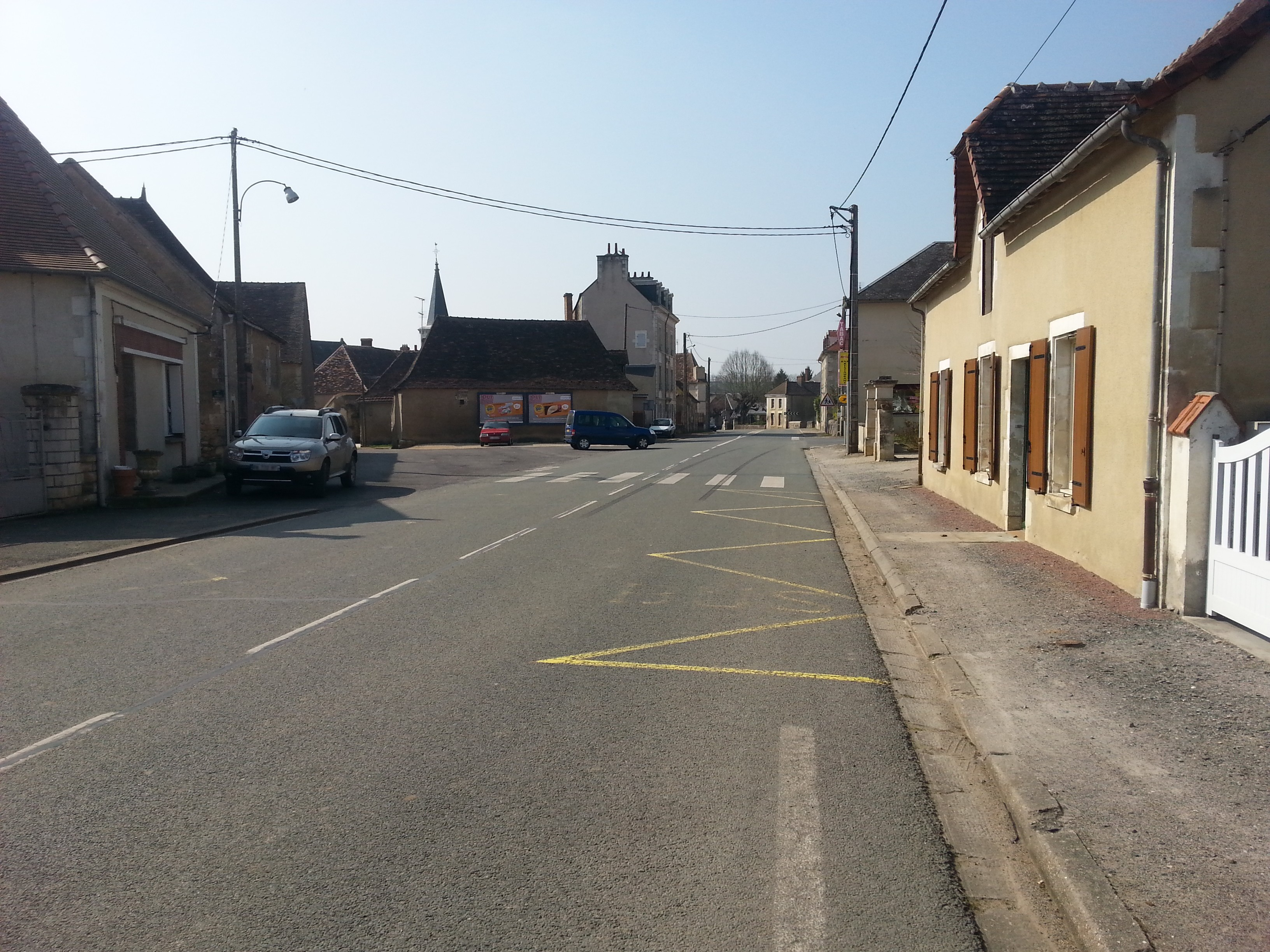
La route nationale en 2014.
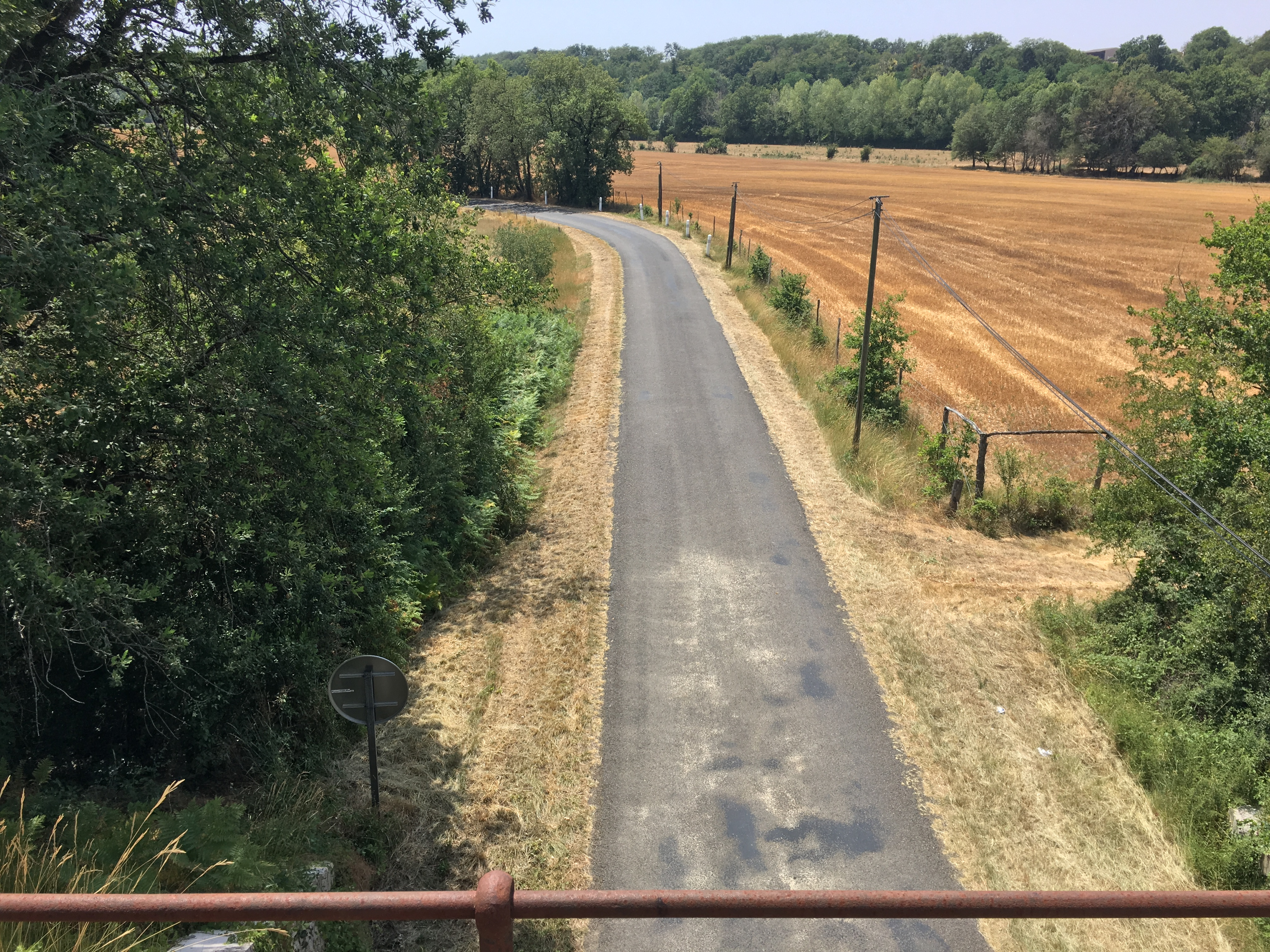
La route départementale 50 en 2019.
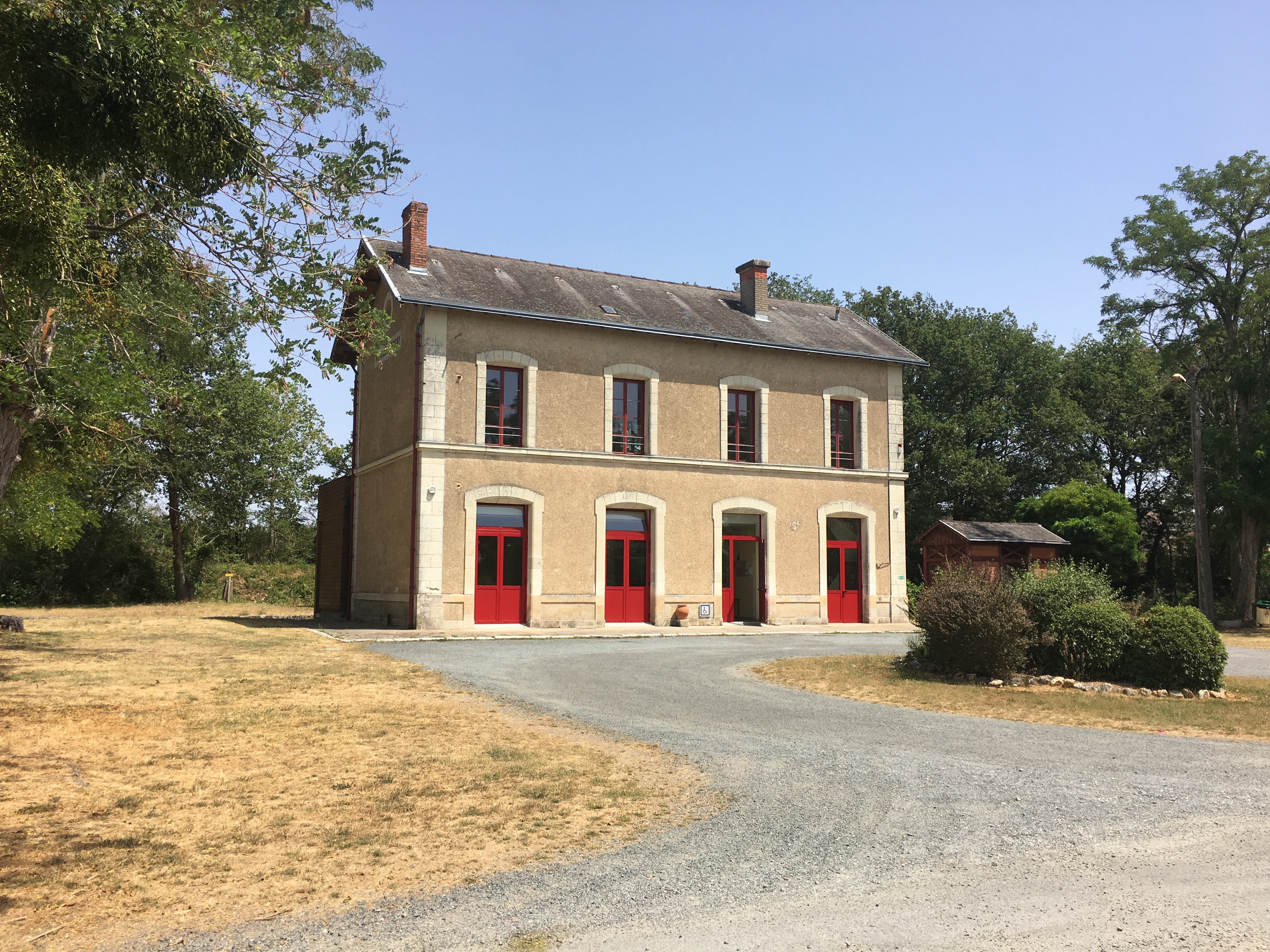
L'ancienne gare d'Ingrandes - Mérigny en 2019.
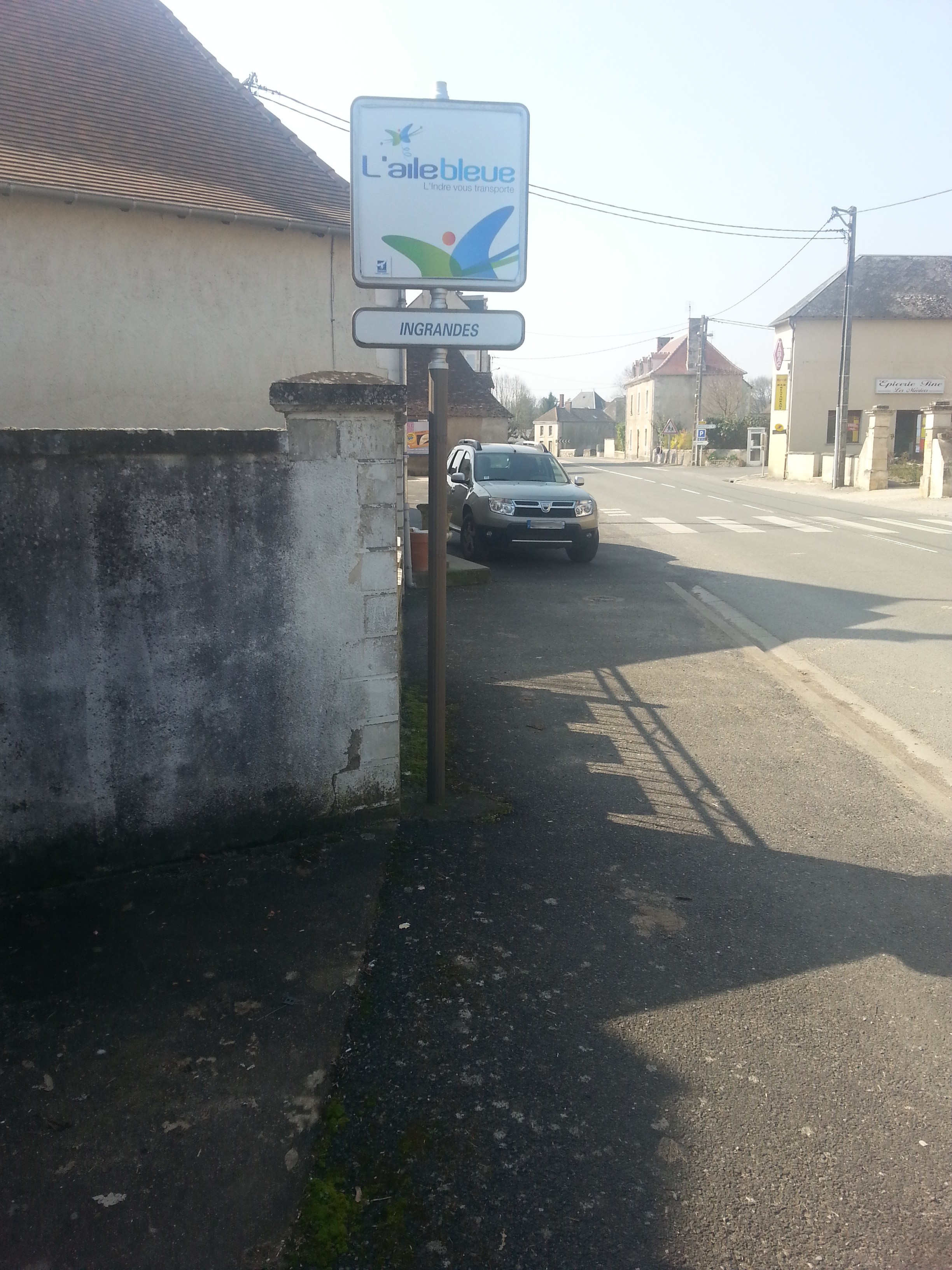
L'arrêt de bus L'Aile Bleue en 2014.

## Urbanisme

### Typologie
Au 1er janvier 2024, Ingrandes est catégorisée commune rurale à habitat dispersé, selon la nouvelle grille communale de densité à sept niveaux définie par l'Insee en 2022.
Elle est située hors unité urbaine. Par ailleurs la commune fait partie de l'aire d'attraction du Blanc, dont elle est une commune de la couronne,. Cette aire, qui regroupe 23 communes, est catégorisée dans les aires de moins de 50 000 habitants,.

### Occupation des sols
L'occupation des sols de la commune, telle qu'elle ressort de la base de données européenne d’occupation biophysique des sols Corine Land Cover (CLC), est marquée par l'importance des territoires agricoles (84,2 % en 2018), une proportion identique à celle de 1990 (84,2 %). La répartition détaillée en 2018 est la suivante : 
terres arables (44,9 %), zones agricoles hétérogènes (28,4 %), forêts (15,8 %), prairies (10,9 %). L'évolution de l’occupation des sols de la commune et de ses infrastructures peut être observée sur les différentes représentations cartographiques du territoire : la carte de Cassini (XVIIIe siècle), la carte d'état-major (1820-1866) et les cartes ou photos aériennes de l'IGN pour la période actuelle (1950 à aujourd'hui).

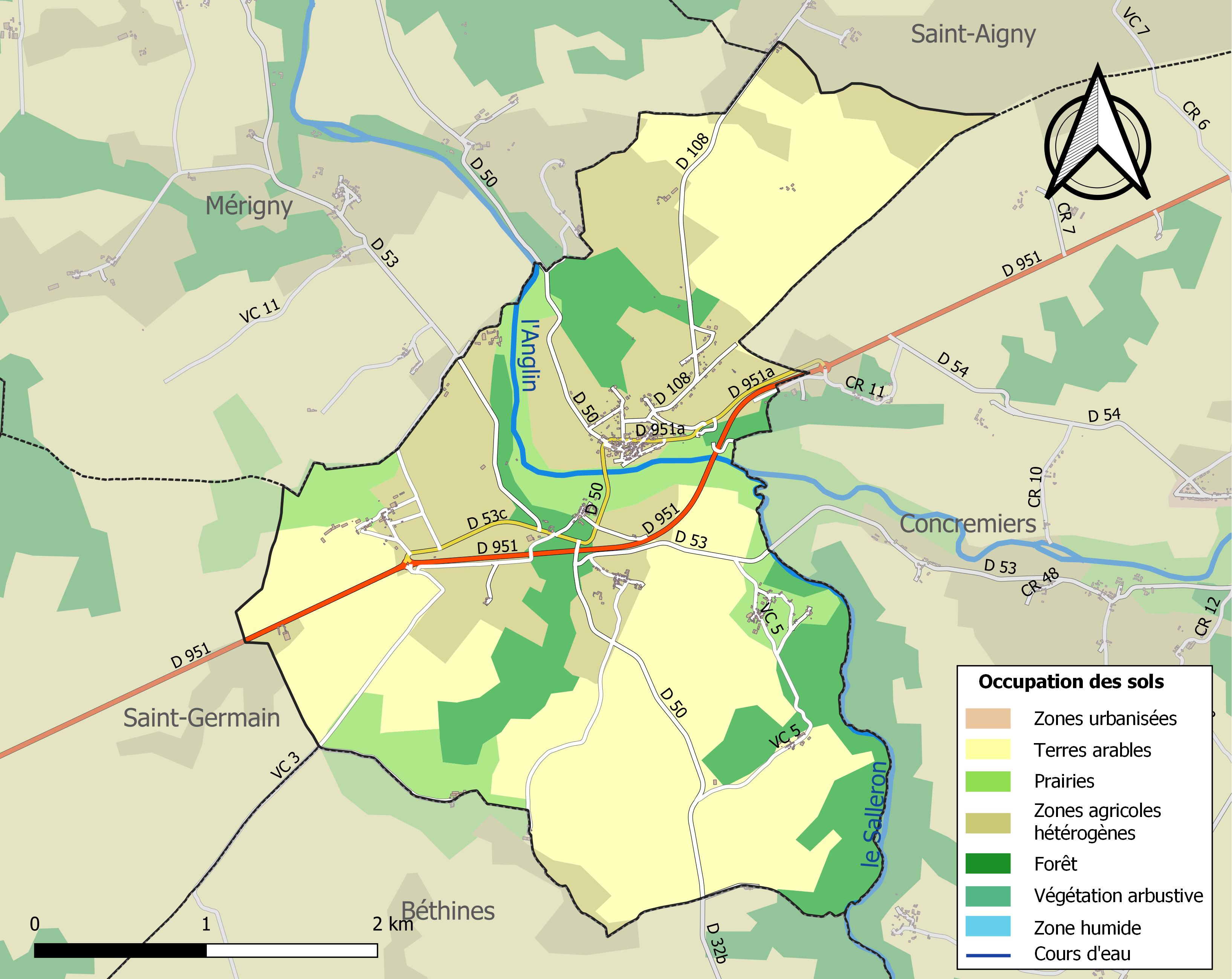
Carte des infrastructures et de l'occupation des sols de la commune en 2018 (CLC).

### Logement
Le tableau ci-dessous présente le détail du secteur des logements de la commune :
| Date du relevé                                              | 2013   | 2015   |
| Nombre total de logements                                   | 214    | 215    |
| Résidences principales                                      | 72,4 % | 72,5 % |
| Résidences secondaires                                      | 18,2 % | 18,2 % |
| Logements vacants                                           | 9,3 %  | 9,3 %  |
| Part des ménages propriétaires de leur résidence principale | 72,9 % | 72,8 % |

### Risques majeurs
Le territoire de la commune d'Ingrandes est vulnérable à différents aléas naturels : météorologiques (tempête, orage, neige, grand froid, canicule ou sécheresse) et séisme (sismicité faible). Il est également exposé à un risque technologique, le transport de matières dangereuses. Un site publié par le BRGM permet d'évaluer simplement et rapidement les risques d'un bien localisé soit par son adresse soit par le numéro de sa parcelle.

#### Risques naturels

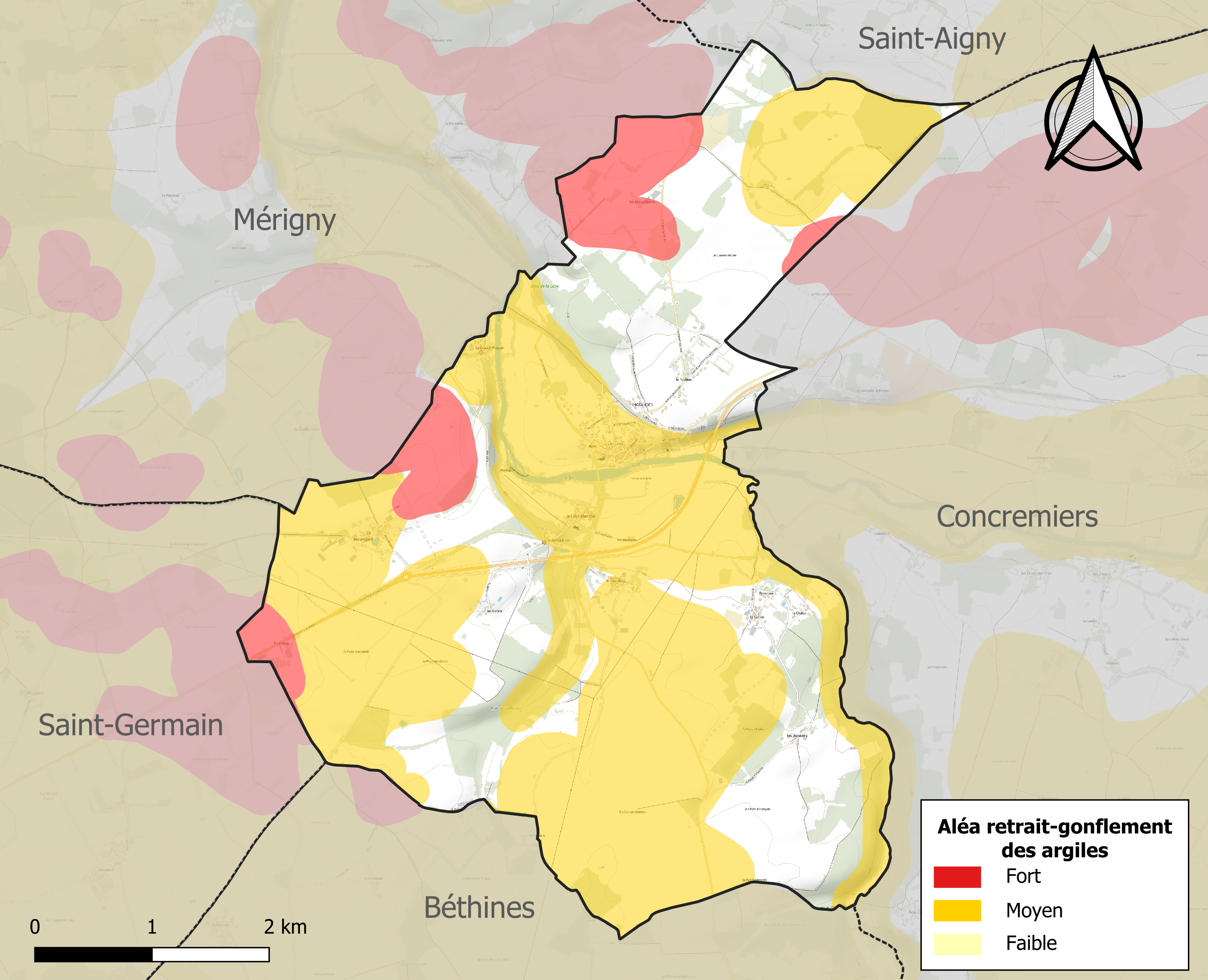
Carte des zones d'aléa retrait-gonflement des sols argileux d'Ingrandes.

Le retrait-gonflement des sols argileux est susceptible d'engendrer des dommages importants aux bâtiments en cas d’alternance de périodes de sécheresse et de pluie. 67,2 % de la superficie communale est en aléa moyen ou fort (84,7 % au niveau départemental et 48,5 % au niveau national). Sur les 204 bâtiments dénombrés sur la commune en 2019, 132 sont en aléa moyen ou fort, soit 65 %, à comparer aux 86 % au niveau départemental et 54 % au niveau national. Une cartographie de l'exposition du territoire national au retrait gonflement des sols argileux est disponible sur le site du BRGM,.
Concernant les mouvements de terrains, la commune a été reconnue en état de catastrophe naturelle au titre des dommages causés par la sécheresse en 2016 et par des mouvements de terrain en 1999.

#### Risques technologiques
Le risque de transport de matières dangereuses sur la commune est lié à sa traversée par des infrastructures routières ou ferroviaires importantes ou la présence d'une canalisation de transport d'hydrocarbures. Un accident se produisant sur de telles infrastructures est en effet susceptible d’avoir des effets graves au bâti ou aux personnes jusqu’à 350 m, selon la nature du matériau transporté. Des dispositions d’urbanisme peuvent être préconisées en conséquence.

## Toponymie
La localité est attestée pour la première fois au IVe siècle : elle s’appelle alors Fines (frontière en latin). La forme Ingrandes est attestée en 1485, Ingrandes en 1788 ; Ingrande au XVIIIe siècle (Carte de Cassini).
Du gaulois equa, équivalent au latin aequa, « juste », et randa équivalent du latin fines, « limite » ; du bas latin igoranda, « juste limite, frontière fixée par un traité ». Le gaulois randa ayant le même sens que le latin fines (limite), indique la limite des cités gauloises. Tous les lieux qui portent ce nom se trouvent à la limite de 2 diocèses, de 2 cités romaines ou de 2 peuples gaulois. Sous l’Empire, ces localités reçurent le nom de Fines ; mais le nom pré-romain se perpétua dans le parler populaire, tandis que sa traduction latine eut une existence éphémère. Ainsi, la station Fines qui, sur les cartes routières romaines, marquait la frontière entre le territoire des Pictons et celui des Bituriges, devenue ultérieurement limite entre l'évêché de Poitiers et celui de Bourges, puis entre le Poitou et le Berry, enfin entre les départements de la Vienne et de l'Indre. Igoranda se transforma en Ingranne par épenthèse ou addition du n ; et la prononciation hésita entre la forme où la consonne dentale s’est maintenue, Ingrande et celle où la dentale s’est amuie, Ingranne.
Ingrandes est un nom dérivé du toponyme gaulois equoranda qui signifie juste aux limites ou limite équitable. Il indique une limite territoriale ou une frontière.
Ses habitants sont appelés les Ingrandais.

## Histoire
La voie romaine de Poitiers à Argenton passait par Ingrandes ; son tracé, différent de la route nationale 151 de Chauvigny à Ingrandes, est encore bien marqué dans le paysage (chemin par les lieux-dits Silo et Villiers).
La station Fines qui, sur les cartes routières romaines, marquait la frontière entre le territoire des Pictons et celui des Bituriges, devenue ultérieurement limite entre l'évêché de Poitiers et celui de Bourges, puis entre le Poitou et le Berry, enfin entre les départements de la Vienne et de l'Indre.

## Politique et administration
La commune dépend de l'arrondissement du Blanc, du canton du Blanc, de la première circonscription de l'Indre et de la communauté de communes Brenne - Val de Creuse.
Elle dispose d'une agence postale communale.
| Période         | Période  | Identité                        | Étiquette | Qualité  |
| --------------- | -------- | ------------------------------- | --------- | -------- |
| 1790            | 1792     | Martial Lemoine                 |           |          |
| 1792            | 1811     | Claude Thomas L'Herpinière      |           |          |
| 1811            | 1843     | Jean Antoine Lucrot             |           |          |
| 1843            | 1847     | René Creuset des Roches         |           |          |
| 1847            | 1855     | Victor Rousseau                 |           |          |
| 15 juillet 1855 | 1856     | René Lafont                     |           |          |
| 12 juin 1956    | 1865     | Louis Michon                    |           |          |
| 1865            | 1870     | Pierre Page                     |           |          |
| 1870            | 1871     | Auguste Silvain Félicien Rocher |           |          |
| 1871            | 1888     | Désiré Lucrot                   |           |          |
| 1888            | 1892     | Auguste Silvain Félicien Rocher |           |          |
| 1892            |          | Alphonse Victor Rocher          |           |          |
| juin 1995,      | 2020     | Serge Denys                     | DVG       | Retraité |
| 2020            | En cours | Michel Schoumacher              |           |          |

## Population et société

### Démographie
L'évolution du nombre d'habitants est connue à travers les recensements de la population effectués dans la commune depuis 1793. Pour les communes de moins de 10 000 habitants, une enquête de recensement portant sur toute la population est réalisée tous les cinq ans, les populations de référence des années intermédiaires étant quant à elles estimées par interpolation ou extrapolation. Pour la commune, le premier recensement exhaustif entrant dans le cadre du nouveau dispositif a été réalisé en 2008.

En 2022, la commune comptait 299 habitants, en évolution de −6,27 % par rapport à 2016 (Indre : −3 %, France hors Mayotte : +2,11 %).
| 1793 | 1800 | 1806 | 1821 | 1831 | 1836 | 1841 | 1846 | 1851 |
| ---- | ---- | ---- | ---- | ---- | ---- | ---- | ---- | ---- |
| 384  | 376  | 302  | 352  | 400  | 416  | 408  | 446  | 500  |

| 1856 | 1861 | 1866 | 1872 | 1876 | 1881 | 1886 | 1891 | 1896 |
| ---- | ---- | ---- | ---- | ---- | ---- | ---- | ---- | ---- |
| 505  | 524  | 539  | 544  | 525  | 561  | 782  | 529  | 506  |

| 1901 | 1906 | 1911 | 1921 | 1926 | 1931 | 1936 | 1946 | 1954 |
| ---- | ---- | ---- | ---- | ---- | ---- | ---- | ---- | ---- |
| 504  | 503  | 515  | 468  | 428  | 439  | 428  | 426  | 395  |

| 1962 | 1968 | 1975 | 1982 | 1990 | 1999 | 2006 | 2008 | 2013 |
| ---- | ---- | ---- | ---- | ---- | ---- | ---- | ---- | ---- |
| 380  | 390  | 300  | 300  | 310  | 316  | 328  | 331  | 325  |

| 2018 | 2022 | - | - | - | - | - | - | - |
| ---- | ---- | - | - | - | - | - | - | - |
| 314  | 299  | - | - | - | - | - | - | - |

### Enseignement
La commune dépend de la circonscription académique du Blanc.

### Médias
La commune est couverte par les médias suivants : La Nouvelle République du Centre-Ouest, Le Berry républicain, L'Écho - La Marseillaise, La Bouinotte, Le Petit Berrichon, France 3 Centre, Berry Issoudun Première, Vibration, Forum, France Bleu Berry et RCF en Berry.

## Économie
La commune se situe dans l’aire urbaine du Blanc, dans la zone d’emploi du Blanc et dans le bassin de vie du Blanc.
La commune se trouve dans l'aire géographique et dans la zone de production du lait, de fabrication et d'affinage du fromage Pouligny-saint-pierre.

## Culture locale et patrimoine
- Château médiéval
- Église
- Monument aux morts
- Maison de la Croix-Blanche[40]
- Musée Henry-de-Monfreid[40]
- Maison des Abeilles

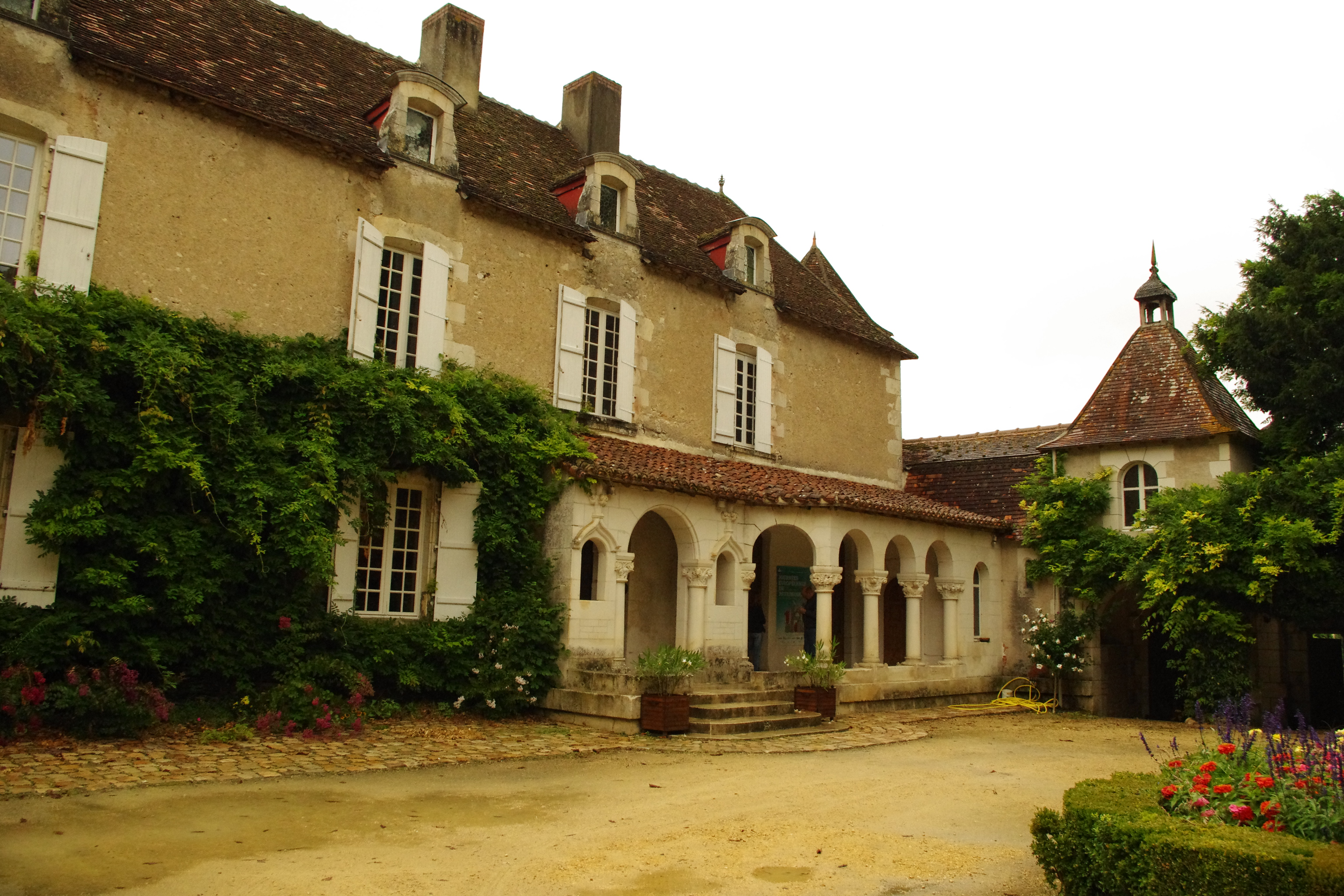
La maison de la Croix Blanche en 2013.

### Personnalités liées à la commune
- Henry de Monfreid (1879-1974), aventurier et écrivain français, mort à Ingrandes.